# Melaniparus
Melaniparus es un género de aves paseriformes perteneciente a la familia Paridae. Todas sus especies son pájaros pequeños de plumaje principalmente oscuro propios de África. Sus miembros anteriormente se clasificaban en el género Parus, pero el grupo se escindió para integrarlos en Melaniparus a raíz de un estudio filogenético publicado en 2013 que demostró formaban un clado separado.

## Especies
El género está compuesto por 15 especies:
- Melaniparus guineensis — carbonero guineano;
- Melaniparus leucomelas — carbonero aliblanco;
- Melaniparus niger — carbonero negro;
- Melaniparus carpi — carbonero de Carp;
- Melaniparus albiventris — carbonero ventriblanco;
- Melaniparus leuconotus — carbonero dorsiblanco;
- Melaniparus funereus — carbonero cenizo;
- Melaniparus rufiventris — carbonero ventrirrufo;
- Melaniparus pallidiventris — carbonero ventripálido;
- Melaniparus fringillinus — carbonero gorjirrufo;
- Melaniparus fasciiventer — carbonero del Ruwenzori;
- Melaniparus thruppi — carbonero somalí;
- Melaniparus griseiventris — carbonero del miombo;
- Melaniparus cinerascens — carbonero cinéreo;
- Melaniparus afer — carbonero gris.